# FTL: Faster Than Light
Pour les articles homonymes, voir FTL.
FTL: Faster Than Light est un jeu vidéo de stratégie en temps réel développé par le développeur indépendant Subset Games, sorti le 14 septembre 2012. Créé par des anciens designers de 2K Games, le jeu est un rogue-like spatial.

## Système de jeu
Le joueur contrôle un vaisseau spatial doté de moteurs à impulsion supra-luminique (d'où Faster Than Light : « Plus rapide que la lumière ») appartenant à la Fédération Galactique, qui est sur le point de s'effondrer après avoir perdu la guerre contre les forces rebelles. L'équipage que contrôle le joueur a intercepté des données de la flotte rebelle contenant des informations qui pourraient bien semer la panique chez les rebelles et ainsi assurer la victoire de la Fédération. Le but du jeu consiste à atteindre le quartier général de la Fédération, se trouvant à plusieurs secteurs de votre localisation, tout en évitant de vous faire rattraper par les rebelles qui vous poursuivent sans relâche. Une fois au dernier secteur, le but est de détruire le vaisseau amiral rebelle avant qu'il ne capture le QG de la fédération. La partie doit être recommencée s'il y a défaite par la destruction du vaisseau ou la mort de l'équipage.
Le jeu peut être défini comme un rogue-like : chaque partie génère aléatoirement des parcours à choisir avec plusieurs possibilités pour le joueur. Les événements sont variés, de la demande de rançon, à la complétion de quêtes ; chaque décision peut être récompensée, provoquer un affrontement, endommager le vaisseau ou bien faire perdre un équipier. Les membres du vaisseaux sont tous concernés par une mort permanente. D'autant que les ressources très importantes ne sont disponibles que lors des combats victorieux et des rares magasins dont les stocks proposés sont limités.
Le jeu s'inspire des jeux de rôle de par son système d'éléments aléatoires, de quêtes à accomplir aux conséquences variables ainsi que pour son système poussé d'amélioration et de personnalisation du vaisseau et de son équipage (bien qu'il existe une limite selon le vaisseau de départ et les ressources). Le système de combat s'inspire des jeux de rôles sur table également avec un système de pause active : interrompre le jeu permet de donner des ordres, de balancer des ressources ou de contrôler l'armement, des décisions qui prennent effet dès que le jeu est remis en route.

## FTL: Advanced Edition
FTL : Advanced Edition est une extension gratuite pour FTL : Faster Than Light. Elle ajoute de nombreux équilibrages et modifications au jeu de base. Elle a été publiée gratuitement sur la plateforme Steam le 3 avril 2014 pour les détenteurs du jeu original.

## Accueil
Bien que la réception du jeu ait été généralement positive, certains critiques ont critiqué le niveau de difficulté du jeu. Sparky Clarkson de GameCritics a écrit: "FTL est un jeu absurdement et cruellement difficile." Le personnel du magazine Edge, bien que généralement élogieux envers le jeu, a déclaré: "FTL peut parfois être ressenti comme punitif".